# Tchatkalophantes
Genre
Tchatkalophantes est un genre d'araignées aranéomorphes de la famille des LinyphiidaeWorld Spider Catalog ().

## Distribution
Les espèces de ce genre se rencontrent en écozone paléarctique orientale.

## Liste des espèces
Selon World Spider Catalog (version 26, 15/04/2025) :
- Tchatkalophantes baltistan Tanasevitch, 2011
- Tchatkalophantes bonneti (Schenkel, 1963)
- Tchatkalophantes huangyuanensis (Zhu & Li, 1983)
- Tchatkalophantes hyperauritus (Loksa, 1965)
- Tchatkalophantes karakoram Tanasevitch, 2025
- Tchatkalophantes karatau Tanasevitch, 2001
- Tchatkalophantes kungei Tanasevitch, 2001
- Tchatkalophantes lingulatus Irfan, Zhang & Peng, 2022
- Tchatkalophantes mongolicus Tanasevitch, 2001
- Tchatkalophantes rupeus (Tanasevitch, 1986)
- Tchatkalophantes tarabaevi Tanasevitch, 2001
- Tchatkalophantes tchatkalensis (Tanasevitch, 1983)

## Systématique et taxinomie
Ce genre a été décrit par Tanasevitch en 2001 dans les Linyphiidae.

## Publication originale
- Tanasevitch, 2001 : « A new micronetine genus proposed for the tchatkalensis species-group of Lepthyphantes Menge (sensu lato) (Arachnida: Araneae: Linyphiidae: Micronetinae). » Reichenbachia, vol. 34, p. 19-327.